# Digitális Majális
A Digitális Majális a GM49 együttes első és egyetlen nagylemeze, amely 1985-ben jelent meg a Hungaroton kiadó gondozásában. A felvételek az MHV Pop Stúdió stúdiójában készültek Muzix 81 hangfelvevő rendszerrel.

## Kiadásai
- 1985 LP, MC[2]

## Dalok

### A oldal
1. "Brékó, brékó" (2:24)
2. "Távirányítós Robin Hood" (3:13)
3. "Kozmikus álom" (3:28)
4. "Elektromos gyalogos" (3:56)
5. "Komputeres üzenet" (2:03)
6. "Horror-video (A vámpír)" (2:20)
7. "Digitális majális" (3:55)

### B oldal
1. "Egy szintetizátor meséi" (2:57)
2. "Lézeriskola" (2:21)
3. "Űrrandevú" (3:06)
4. "Hívjuk a Földet!" (2:52)
5. "Videósztár" (3:00)
6. "Gépregény" (3:27)
7. "Lopott robot" (3:31)

## Közreműködött
- Gérard – ének
- Galla Miklós – ének, gitár, billentyűs hangszerek
- Gay Tamás – ének, billentyűs hangszerek

### Valamint
- Zsámár Kati – vokál
- Bencsik Sándor – gitár
- Borza Attila – ütőhangszerek
- Fekete Gyula – bandoneón
- Lippényi Gábor – szaxofon, klarinét
- Novai Gábor – emulátor
- Pleszkán Frigyes – zongora

### Produkció
- Lakatos Gábor – hangmérnök
- Novai Gábor – zenei rendező
- Nagy Gyula – grafika
- Rokob Péter – fotó